# 11736 Viktorfischl
11736 Viktorfischl este un asteroid din centura principală de asteroizi.

## Descriere
11736 Viktorfischl este un asteroid din centura principală de asteroizi. A fost descoperit pe 19 august 1998 la Observatorul din Ondřejov de Lenka Šarounová. Asteroidul prezintă o orbită caracterizată de o semiaxă mare de 2,41 ua, o excentricitate de 0,15 și o înclinație de 3,3° în raport cu ecliptica.